# Korovin TK
La Korovin TK (Тульский Коровин, Tulskji Korovin ovvero 'Tula, Korovin'), formalmente identificata come GAU 56-A-112, è considerata la prima pistola semiautomatica sovietica. L'arma non rimpiazzò mai il revolver Nagant M1895 in quanto la TK non fu mai approvata per l'adozione militare, e la sua esistenza fu stroncata dall'entrata in servizio della TT-33 nel 1933.

## Storia
Sergei Korovin progettò la sua prima pistola in calibro 7,65 mm nel 1922, mentre lavorava all'Arsenale di Tula. Tuttavia, questo primo prototipo si rivelò troppo complesso e macchinoso da produrre. Nonostante questo, però, nel 1925 la società sportiva Dinamo piazzò un ordine per una pistola in calibro 6,35 mm (.25) per l'uso sia sportivo che di difesa personale. Per il 1926, Korovin aveva ultimato il prototipo e alla fine dello stesso anno l'Arsenale di Tula cominciò la distribuzione dell'arma.
L'anno successivo l'arma fu ufficialmente approvata e ricevette il nome ufficiale Пистолет Коровина года 1926. L'arma non fu mai intesa per l'uso militare, ed era a tutti gli effetti vista come una pistola civile, ma venne usata in certa misura sia dall'NKVD che dall'Armata Rossa. L'arma fu in generale molto apprezzata, e spesso era considerata un ottimo regalo da fare a qualche conoscente.
Alcune TK rimasero negli uffici della Sberkassa fin dopo la fine della "Grande Guerra Patriottica" (il termine usato dai Russi per indicare la loro personale Seconda guerra mondiale).

## Funzionamento
L'arma è una semplice pistola azionata a rinculo, con una sicura sul lato sinistro del corpo e lo sgancio del caricatore posto sul fondo dell'impugnatura.
Le placche di copertura per l'impugnatura potevano essere in plastica (con il logo dell'Arsenale di Tula inciso sopra) o semplicemente in legno con scanalatura verticali o trama quadrata. Fino all'inizio degli anni trenta le due coperture erano tenute in posizione tramite viti, poi si passò a due semplici perni a molla.

## Munizionamento
La TK era stata pensata per il proiettile .25 ACP progettato da John Browning. La designazione ufficiale sovietica per la munizione era 6,35-мм пистолетный патрон 57-Н-112 (Браунинга), ovvero 'munizione per pistola 6,35 mm GAU 57-H-112 (Browning)'. Alcuni parlano di un proiettile .25 ACP "potenziato" ma i rapporti dell'Unione Sovietica parlano del 6,35 mm Browning come dell'unico proiettile calibro .25 prodotto dal 1934.